# Heinz van Haaren
Pour les articles homonymes, voir Haaren.
Heinz van Haaren, né le 3 juin 1940 à Marl dans la Province de Westphalie en Allemagne, est un footballeur néerlandais évoluant au poste de milieu de terrain.

## Biographie
Heinz van Haaren évolue en Allemagne et en France.
Il dispute 249 matchs en Bundesliga, inscrivant 32 buts, et 37 matchs en Division 1 française, marquant six buts.
Avec le club allemand de Schalke 04, il participe à la Coupe des coupes lors de la saison 1969-1970. Il atteint les demi-finales de cette compétition, en étant battu le club anglais de Manchester City.

## Palmarès
- Vice-champion d'Allemagne en 1972 avec Schalke 04
- Vainqueur de la Coupe d'Allemagne en 1972 avec Schalke 04
- Finaliste de la Coupe d'Allemagne en 1966 avec le MSV Duisbourg et en 1969 avec Schalke 04